# Беллуччи, Валентино
Валентино Беллуччи (итал. Valentino Bellucci, 1975, Вайнхайм — 16 декабря 2021) — итальянский философ, социолог, поэт, художник и эссеист.

## Жизнь и карьера
Беллуччи родился в Вайнхайме, Баден-Вюртемберг, Западная Германия. Он преподавал «Историю и критический анализ видеотеатра» в Академии изящных искусств в Мачерате. Он был учителем истории и философии в итальянских средних школах и проводил семинары в Университете Урбино. После обучения у востоковеда Исилио Веккьотти он посвятил себя восточной культуре, особенно традиции вайшнавского бхакти, исследуя эпистемологические, исторические и психологические аспекты. Он посвятил себя интенсивной информационной деятельности, касающейся философии и социологии, издавал публикации и проводил конференции. Как художник, он следовал, в частности, фигуративной школе Пьетро Аннигони. Некоторые из его работ выставлены в некоторых церквях региона Марке. В 2003 году он встретил Джованни Рабони, который наградил его за поэтическую композицию. Его стихи читал актёр Вальтер Маэстози.
Беллуччи умер от сердечного приступа 16 декабря 2021 года в возрасте 46 лет.

## Мысли
Беллуччи развивал экзистенциальную тематику мистицизма как в западной философско-религиозной традиции, так и в вайшнавской бхакти; в эссе «Lo Yoga devozionale indiano» («Индийская религиозная йога») он объясняет социальную важность духовности как экзистенциального путешествия, а не как институционализированной догмы. С социологической точки зрения его анализ был сосредоточен на происхождении древней ведической культуры; в своём эссе о Варне он показывает, как беды современного общества проистекают из разрыва с великими традиционными цивилизациями; поэтому историческая и эпистемологическая парадигмы должны быть переосмыслены в свете древней мудрости. Кроме того, он исследовал истоки христианства, вдохновлённый работами Марио Канчиани, определяя утраченный образ жизни и учения. Беллуччи предложил критическое восстановление древних цивилизаций, знания которых имеют значительную социальную и индивидуальную ценность. Его исторический и социологический анализ привел его к рассмотрению современности как мистификации, своего рода коллективного самообмана, который общество культивирует со времён атеистического и материалистического Просвещения; эта мистификация происходит от априорного отказа от сакрального, божественного, чтобы следовать за идолами технического и передового капитализма. В этом смысле его исследование продолжало идти по стопам таких учёных, как Жан Сервье и Марсель де Корте.

## Работы
- Il pensiero estremo. Saggi sui filosofi contemporanei, Tabula Fati, 2004.
- Dialogo su George Bataille, Nuova Corrente, Tilgher, Genova 2004, n.133, pp. 55-65.
- Walter Benjamin. La duplice genealogia del simbolo e della verità, Ghibli, 2004.
- Tutt’altro che animale. Riflessioni da Merleau-Ponty a Derrida, sui rapporti tra umanità e animalità, Studi urbinati, Urbino 2006
- Lo yoga devozionale indiano. Il vaishnavismo, Xenia, 2011.
- Il benessere attraverso l’Ayurveda, Editoriale Programma, 2013.
- Cristo era vegetariano?, Editoriale Programma, 2013.
- Godot è arrivato. Conferenze, interventi e note critiche, Petite Plaisance, 2014.
- Il Sutra del naufrago. Aforismi e note di un osservatore di fronte al crollo del mondo moderno, Petite Plaisance, 2014.
- Le strutture sociali del varnāshrama-dharma. Saggio sull’origine delle caste indiane e sui paradigmi delle società tradizionali, Solfanelli 2014.
- L’estasi e le pietre, Lepisma, 2015.
- L’invenzione dell’inferno, Harmakis, 2015.
- La Chiesa di Darwin, Harmakis, 2015.
- The Church of Darwin : Dogmas of evolution and scientists that criticize it, Harmakis, 2016
- Miti e misteri dell’Emilia Romagna, coautrice Gabriella Chmet, Editoriale Programma, 2016
- Che cos'è il Karma, Harmakis, 2016
- Da Pitagora a Guerre stellari. Il sapere esoterico dei veri illuminati, Petite Plaisance, 2016
- Hulk si innamora, Giovane Holden, 2019